# Willi Dickhut
Willi Dickhut (* 29. April 1904 in Schalksmühle; † 8. Mai 1992 in Solingen) war ein deutscher KPD-Funktionär und Mitbegründer der Marxistisch-Leninistischen Partei Deutschlands (MLPD).

## Leben
Dickhut war Sohn eines Fuhrunternehmers und machte eine Lehre als Schlosser und Dreher. Er engagierte sich schon früh in der Arbeiterbewegung, so beteiligte er sich 1920 am Generalstreik gegen den Kapp-Putsch. 1921 trat der dem Deutschen Metallarbeiter-Verband (DMV) und 1926 der Kommunistischen Partei Deutschlands (KPD) bei. Nach der Spaltung des Solinger DMV wurde Dickhut Mitglied der kommunistischen Gewerkschaft Einheitsverband der Metallarbeiter. 1928/1929 verbrachte er acht Monate in der Sowjetunion als Facharbeiter in einer Fabrik für Haarschneidemaschinen. Nach seiner Rückkehr war er verstärkt aktiv für die KPD und wurde im März 1933 zum Stadtverordneten von Solingen gewählt. 
1933 wurde er festgenommen und bis 1935 in „Schutzhaft“ genommen, weshalb er, neben Zuchthausaufenthalten, auch zeitweise in den Konzentrationslagern Börgermoor und Esterwegen interniert wurde. Während der „Schutzhaft“ war er monatelang schweren Misshandlungen durch die Gestapo ausgesetzt. Nach seiner Entlassung nahm er seine illegale Arbeit für die durch das 1933 verhängte Verbot geschwächte KPD in Solingen wieder auf. 1938 wurde er vom Sondergericht Hamm zu einem Jahr und neun Monaten Gefängnis verurteilt. Dieses Urteil wurde aufgrund seiner „Schutzhaft“ und einer neunmonatigen Untersuchungshaft nicht vollstreckt. Im August 1944 wurde Dickhut nochmals verhaftet und sah sich anschließend mit einem Todesurteil konfrontiert. Während eines schweren Bombenangriffs auf Solingen im November 1944 gelang es ihm, aus dem Gefängnis zu fliehen und sich auf einem kleinen abgelegenen Wohngrundstück bei Grünscheid zu verstecken, wo er seine spätere Frau Luise kennenlernte.
Nach dem Ende des Zweiten Weltkrieges wurde Dickhut wieder Funktionär der KPD und war unter anderem stellvertretender Kaderleiter im Parteivorstand. Als der Stalin-Anhänger sich weigerte, aus China gelieferte Informationsmaterialien zur Kritik Mao Zedongs an der Entstalinisierung der Sowjetunion seit dem XX. Parteitag der KPdSU abzubestellen, kam er mit der mittlerweile verbotenen Partei in Konflikt und wurde 1966 ausgeschlossen, als er diese Veränderungen kritisierte. In seinem 1971 erschienenen Buch Restauration des Kapitalismus in der Sowjetunion ordnete er die Entstalinisierung in der Sowjetunion nach der Machtübernahme Chruschtschows als Verrat am Sozialismus und Ursache für das Scheitern der Sowjetunion ein.
Nach dem Parteiausschluss engagierte er sich in der KPD/ML und förderte nach deren Spaltung 1970 an führender Stelle die 1972 vollzogene Vereinigung der dabei entstandenen KPD/ML (Revolutionärer Weg) mit dem Kommunistischen Arbeiterbund (ML) zum  Kommunistischen Arbeiterbund Deutschlands (KABD). Dieser bereitete die Gründung der MLPD im Jahr 1982 vor. Dickhut war, seit er es 1969 gegründet hatte, bis 1991 für das theoretische Organ Revolutionärer Weg verantwortlich.
Dickhut genießt in der MLPD Kultstatus. Seine Beiträge im theoretischen Parteiorgan Revolutionärer Weg wurden zu Klassikern des Marxismus-Leninismus stilisiert. Zwei autobiografische Publikationen Dickhuts gelten der Partei als wichtige Quellen einer unverblümten und richtigen Sichtweise auf das 20. Jahrhundert. Schriften, die er in der Zeit des Nationalsozialismus anfertigte, gelten posthum als solche mit „enorme(r) Wirkung bis zum Schluss des Hitler-Faschismus“. 2002 organisierte die MLPD eine Gedenkveranstaltung  zu seinen Ehren. Sie hatte das Ziel, das „Lebenswerk und die Lehren“ Dickhuts „für den Kampf heute und in Zukunft immer mehr Menschen zugänglich zu machen.“ Dieses Ziel verfolgt ebenfalls eine Stiftung (Sitz: Gelsenkirchen), die seinen Namen trägt. Sie fungiert zugleich als Trägerin eines nach Dickhut benannten Museums. Insgesamt erschuf sich die MLPD in der Person Dickhuts „ihren ganz persönlichen Mythos und Helden“. Die Verehrung Dickhuts in den Reihen der MLPD kam auch 2012 zum Ausdruck. Nach Angaben dieser Partei entwickelte sich Dickhut „zum Arbeitertheoretiker und visionären Vorkämpfer für den echten Sozialismus. Seine grundlegenden Analysen des staatsmonopolistischen Kapitalismus und der Restauration des Kapitalismus wurden in zahlreiche Sprachen übersetzt und inspirierten die internationale revolutionäre Bewegung.“
Er war mit Luise Dickhut (* 1910), geb. Horbach (verh. Olief), aus Hattingen verheiratet, die bei der Landtagswahl in Nordrhein-Westfalen 1950 für die KPD kandidierte und als Stadträtin in Solingen sowie als Schöffin am Amtsgericht Solingen und Landgericht Wuppertal tätig war. Sie wurde zusammen mit ihrem Mann 1966 aus der inzwischen verbotenen KPD ausgeschlossen. Luise Dickhut ist Autorin des autobiografischen Buches Die Horbachs: Erinnerungen für die Zukunft.

## Schriften
- So war’s damals. Verlag Neuer Weg, Stuttgart 1979, ISBN  3-88021-042-X (Erster Band der Biographie).
- Der staatsmonopolistische Kapitalismus in der BRD. 2 Bände, Verlag Neuer Weg, Stuttgart 1979, ISBN 3-88021-041-1.
- Lenin, der geniale Führer des Proletariats.  Verlag Neuer Weg, Stuttgart 1984 (Nachdruck eines Artikels aus der Roten Fahne 2/1982).
- Krieg und Frieden und die sozialistische Revolution. Verlag Neuer Weg, Stuttgart 1983, ISBN 3-88021-059-4.
- Briefwechsel über die Fragen der Theorie und Praxis des Parteiaufbaus. Verlag Neuer Weg, Stuttgart 1984, ISBN 3-88021-141-8.
- Krisen und Klassenkampf. Verlag Neuer Weg, Stuttgart 1985, ISBN 3-88021-136-1.
- Proletarischer Widerstand gegen Faschismus und Krieg. 2 Bände, Verlag Neuer Weg, Düsseldorf 1987, ISBN 3-88021-059-4.
- Materialistische Dialektik und bürgerliche Naturwissenschaft. Verlag Neuer Weg, Verlag Neuer Weg, Düsseldorf 1987, ISBN  3-88021-161-2.
- Die Restauration des Kapitalismus in der Sowjetunion. Verlag Neuer Weg, Düsseldorf 1988, ISBN 3-88021-166-3.
- Die Dialektische Einheit von Theorie und Praxis. Verlag Neuer Weg, Essen 1988, ISBN 3-88021-163-9.
- Gewerkschaften und Klassenkampf. Verlag Neuer Weg, Essen 1988, ISBN 3-88021-169-8.
- Was geschah danach. Verlag Neuer Weg, Essen 1990, ISBN 3-88021-205-8  (Zweiter Band der Biographie).
- Sozialismus am Ende? Verlag Neuer Weg, Essen 1992, ISBN 3-88021-220-1.